# Louis P. Harvey

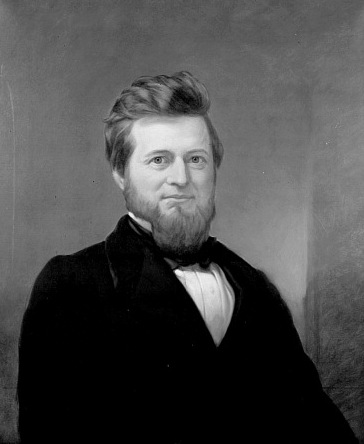
Louis P. Harvey

Louis Powell Harvey, född 22 juli 1820 i East Haddam, Connecticut, död 19 april 1862 i Hardin County, Tennessee, var en amerikansk republikansk politiker. Han var den sjunde guvernören i delstaten Wisconsin från 6 januari 1862 fram till sin död.
Harvey flyttade 1841 till Wisconsinterritoriet. Han var verksam som journalist i Southport (nuvarande Kenosha). Han gifte sig 1847 med Cordelia Perrine. Paret bosatte sig först i Clinton och 1850 flyttade de till den lilla byn Shopiere i Rock County, Wisconsin.
Harvey var med om att grunda republikanerna i Wisconsin. Han var ledamot av delstatens senat 1854-1858 och delstatens statssekreterare (Wisconsin Secretary of State) 1860-1862. Han efterträdde Alexander Randall som guvernör i januari 1862.
Harvey organiserade i april 1862 en expedition för att förse trupper från Wisconsin sårade i slaget vid Shiloh med läkemedel. Han drunknade i Tennesseefloden och efterträddes som guvernör av Edward Salomon. Harveys grav finns på Forest Hill Cemetery i Madison, Wisconsin.